# معركة فارسكور (1250)
كانت معركة فارسكور آخر المعارك الكبرى للحملة الصليبية السابعة. وقعت في 8 أبريل 1250 (الموافق 27 ذو الحجة 647 هـ) بين الصليبيين بقيادة الملك لويس التاسع ملك فرنسا (القديس لويس لاحقاً) والقوات المصرية بقيادة توران شاه من سلاطنة الأسرة الأيوبية.
كانت المعركة بمثابة النهاية للحملة الصليبية السابعة وكان تأثيرها مدوياً، فقد أسفرت عن هزيمة كاملة للجيش الصليبي وأسر لويس التاسع وعدداً من إخوته وكبار قادته، بعدما هُزموا من قبل في معركة المنصورة. بعدها لم يحاول الصليبيون شن أي حملات جديدة على مصر. جدير بالذكر أن فارسكور شهدت أيضاً معركة سابقة هُزم فيها الصليبيون خلال الحملة الصليبية الخامسة.

## خلفية تاريخية
أعد الملك الفرنسي لويس التاسع برفقة إخوته كارلو الأول أنجو وروبرت دي أرتوا حملة صليبية جديدة على مصر بدعم كامل من البابا إنوسنت الرابع خلال مجمع ليون الأول. تمثلت أهداف هذه الحملة في هزيمة مصر وتدمير الأسرة الأيوبية في مصر وسوريا واستعادة القدس من المسلمين الذين استعادوها في 1244.
دخلت السفن المياه المصرية ونزلت قوات الحملة الصليبية السابعة في دمياط في يونيو 1249. وعليه أرسل لويس التاسع رسالة تهديد إلى الصالح أيوب، سلطان مصر الأيوبي. تراجع الأمير فخر الدين يوسف قائد الحامية الأيوبية بدمياط إلى معسكر السلطان في أشموم طناح. ظناً منه أن السلطان مات، مما تسبب في حالة من الذعر بين سكان دمياط الذين فروا من المدينة تاركين الجسر الذي يربط دمياط بالضفة الغربية على النيل سليماً.
قرر لويس السير إلى القاهرة بعد احتلاله لميناء دمياط المصري في يونيو 1249، متشجعاً بوصول تعزيزات بقيادة شقيقه الثالث ألفونس دي بواتييه [الإنجليزية] ونبأ وفاة الصالح أيوب. نجح الفرنجة في عبور قناة أشموم (المعروفة اليوم باسم البحر الصغير) وشنوا هجوماً مفاجئاً على المعسكر المصري في قرية جديلة، على بعد 3 كيلومترات (2 ميل) من المنصورة. تراجعت القوات المصرية في المعسكر، التي فوجئت بالهجوم، إلى المنصورة وتقدم الصليبيون نحو المدينة. انتقلت قيادة القوة المصرية إلى فارسي المماليك فارس الدين أقطاي وبيبرس البندقداري الذين نجحوا في إعادة تنظيم القوات المنسحبة. وافقت شجر الدر التي تولت شؤون البلاد، لحين عودة توران شاه من الشام، على خطة بيبرس للدفاع عن المنصورة. أمر بيبرس بفتح إحدى البوابات للسماح لفرسان الصليبيين بدخول المدينة. اندفع الصليبيون إلى المدينة التي ظنوا أن أهلها قد هجروها ليجدوا أنفسهم محاصرين بداخلها من جميع الجهات من قبل القوات المصرية وأهالي المدينة فتكبدوا خسائر فادحة. كان روبرت دي أرتوا (شقيق لويس التاسع) الذي لجأ إلى منزل وويليام من سالزبوري [الإنجليزية] من بين قتلى ذلك اليوم في المنصورة. فيما نجا خمسة فرسان فقط من المعركة. أُجبر الصليبيون على التراجع في حالة من الفوضى إلى جديلة حيث خيموا داخل خندق وجدار. شنت القوات الإسلامية هجوماً على معسكر الفرنجة في وقت مبكر من صباح 11 فبراير. أُجبر الفرنجة على البقاء في معسكرهم فيما عانوا من حرب عصابات مرهقة لأسابيع عديدة. خلال ذلك أُسر العديد من الصليبيين ونُقلوا إلى القاهرة.

## المعركة

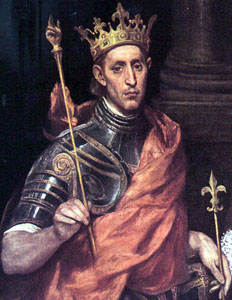
اويس التاسع

وصل السلطان الجديد توران شاه إلى مصر من حصن كيفا في 27 فبراير، وتوجه مباشرة إلى المنصورة لقيادة الجيش المصري. نُقلت السفن مفككة فوق الجِمال براً وأُنزلت إلى النيل (في بحر المحلة) خلف سفن الصليبيين لقطع خط التعزيزات من دمياط ومحاصرة القوة الصليبية للملك لويس التاسع. استخدم المصريون النار الإغريقية ودمروا أو استولوا على العديد من السفن ومراكب الإمداد. سرعان ما عانى الصليبيون المحاصرون من الهجمات المدمرة والمجاعة والأمراض. فقد بعض الصليبيين إيمانهم وانشقوا إلى جانب المسلمين.
اقترح الملك لويس التاسع على المصريين تسليم دمياط مقابل القدس وبعض البلدات على الساحل السوري. كان المصريون مدركين لوضع الصليبيين المذري، لذلك رفضوا عرض الملك المحاصر. أخلى الصليبيون معسكرهم في 5 أبريل، مستغلين الظلام، وبدأوا بالفرار شمالًا باتجاه دمياط. لكنهم أهملوا تدمير جسر عائم أقاموه فوق القناة في حالة ذعرهم وتسرعهم. عبر المصريون القناة فوق هذا الجسر وتبعوهم إلى فارسكور حيث دمروا الصليبيين تماماً في 9 أبريل. وقُتل آلاف الصليبيين أو أُسروا. كما أُسر الملك لويس التاسع وعدد قليل من نبلائه الذين نجوا في قرية منية أبي عبد الله القريبة (ميت الخولي عبد الله حالياً) التي لجأوا إليها. استسلم لويس التاسع لخصي يدعى الطواشي جمال الدين محسن الصالحي بعدما وعده أنه لن يُقتل. ثم نُقل مع شقيقيه كارل دي أنجو وألفونس دي بواتييه إلى المنصورة حيث سُجن فيها، في دار القاضي إبراهيم بن لقمان، مقيداً بالسلاسل وتحت حراسة خصي آخر اسمه الطواشي صبيح المعظمي. ويُذكر أن قلنسوة الملك لويس عُرضت في سوريا. وقد بُني معسكراً خارج المنصورة لإيواء الآلاف من أسرى الصليبيين، بينما استُخدمت دار ابن لقمان كسجن للويس التاسع والنبلاء.

## نتائجها
تسببت هزيمة الصليبيين وأسر الملك لويس التاسع في فارسكور في حالة صدمة في فرنسا. كان الصليبيون ينشرون معلومات مضللة في أوروبا، زاعمين أن لويس التاسع قد هزم سلطان مصر في معركة كبيرة وأن القاهرة سُلمت إلى يديه عبر الخيانة. لكن عندما وصل نبأ هزيمة الفرنسيين إلى فرنسا، حدثت حركة هيستيرية تسمى حملة الرعاة الصليبية في فرنسا.
بلغت فدية لويس التاسع 400 ألف دينار. سُمح له بالمغادرة في 8 مايو 1250، بعد أن تعهد بعدم العودة إلى مصر مرة أخرى وتسليم دمياط للمصريين، واتجه إلى عكا مع إخوته و12000 سجيناً من رفاقه، بما في ذلك سجناء بعضاً من المعارك القديمة، والذين وافق المصريون على إطلاق سراحهم. فيما أُعدم العديد من السجناء الآخرين. عانت زوجة لويس، الملكة مارغريت دي بروفانس، من الكوابيس. حيث أفزعتها أخبار (أسر زوجها) كثيراً، لدرجة أنها في كل مرة تغفو، تتخيل أن حجرتها وقد امتلئت بالمسلمين الملتحين، وكانت تصرخ: «النجدة! النجدة!». وقد رحلت إلى عكا قبل أيام قليلة مع ابنها المولود في دمياط المسمى جان تريستان (جان الحزين).
يصادف العيد القومي لمحافظة دمياط، ذكرى طرد لويس التاسع من مصر يوم 8 مايو 1250.

## التبعات التاريخية

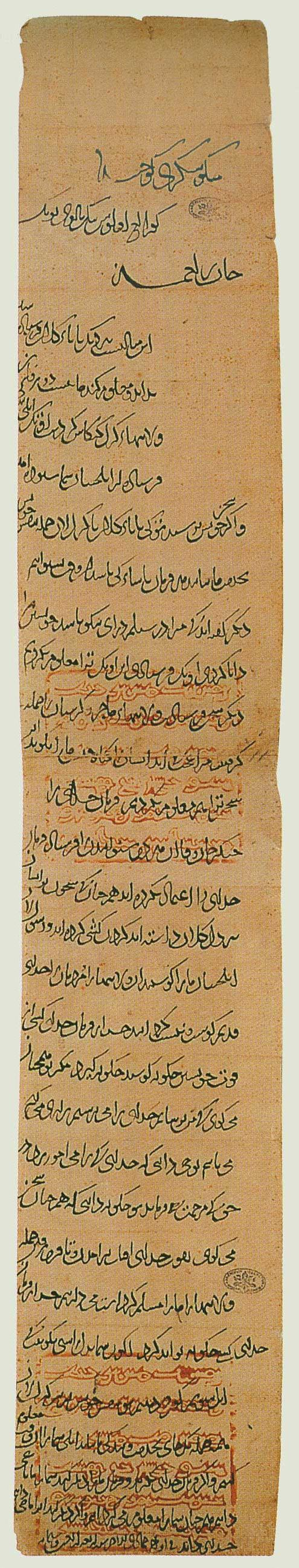
رسالة جيوك خان إلى البابا إنوسنت الرابع في 1246

انتهت الحملة الصليبية السابعة في فارسكور في 1250، لتسجل نقطة تحول تاريخية لجميع الأحزاب الإقليمية الموجودة في ذلك الوقت. هزمت مصر حملة لويس الصليبية وأثبتت أنها قلعة الإسلام وحصنه. كانت الحملة الصليبية السابعة آخر هجوم كبير شنه الصليبيون على مصر. لم يستطع الصليبيون استعادة القدس، وبدأ ملوك أوروبا، باستثناء لويس التاسع، يفقدون اهتمامهم بشن حملات صليبية جديدة. ولكن بعد معركة فارسكور بوقت قصير، اغتيل السلطان الأيوبي توران شاه في فارسكور نفسها، وأصبح المماليك، نفس أبطال المنصورة، حكام مصر الجدد. أصبحت خريطة القوة في حوض البحر الأبيض المتوسط الجنوبي والشرقي مقسمة إلى أربع مناطق سيطرة رئيسية: مصر المملوكية، وسوريا الأيوبية، وعكا الفرنجية، ورؤساء الثغور المسيحية السورية، والدولة المسيحية الشامية بأرمينيا القيليقية. بينما تحول مماليك مصر والأيوبيون في سوريا إلى خصمين متنازعين، تحالف الفرنجة والأرمن القيليقيون بالإضافة إلى إمارة أنطاكية. كانت جيوش المغول، الذين اندفعوا فجأة من السهوب الأوراسية، تتجه غرباً حتى نهر أودر والشاطئ الشمالي الشرقي للبحر الأدرياتيكي بحلول 1241 وخلال معركة فارسكور كانوا يتوغلون في عمق جميع المناطق المجاورة.(ص.97)

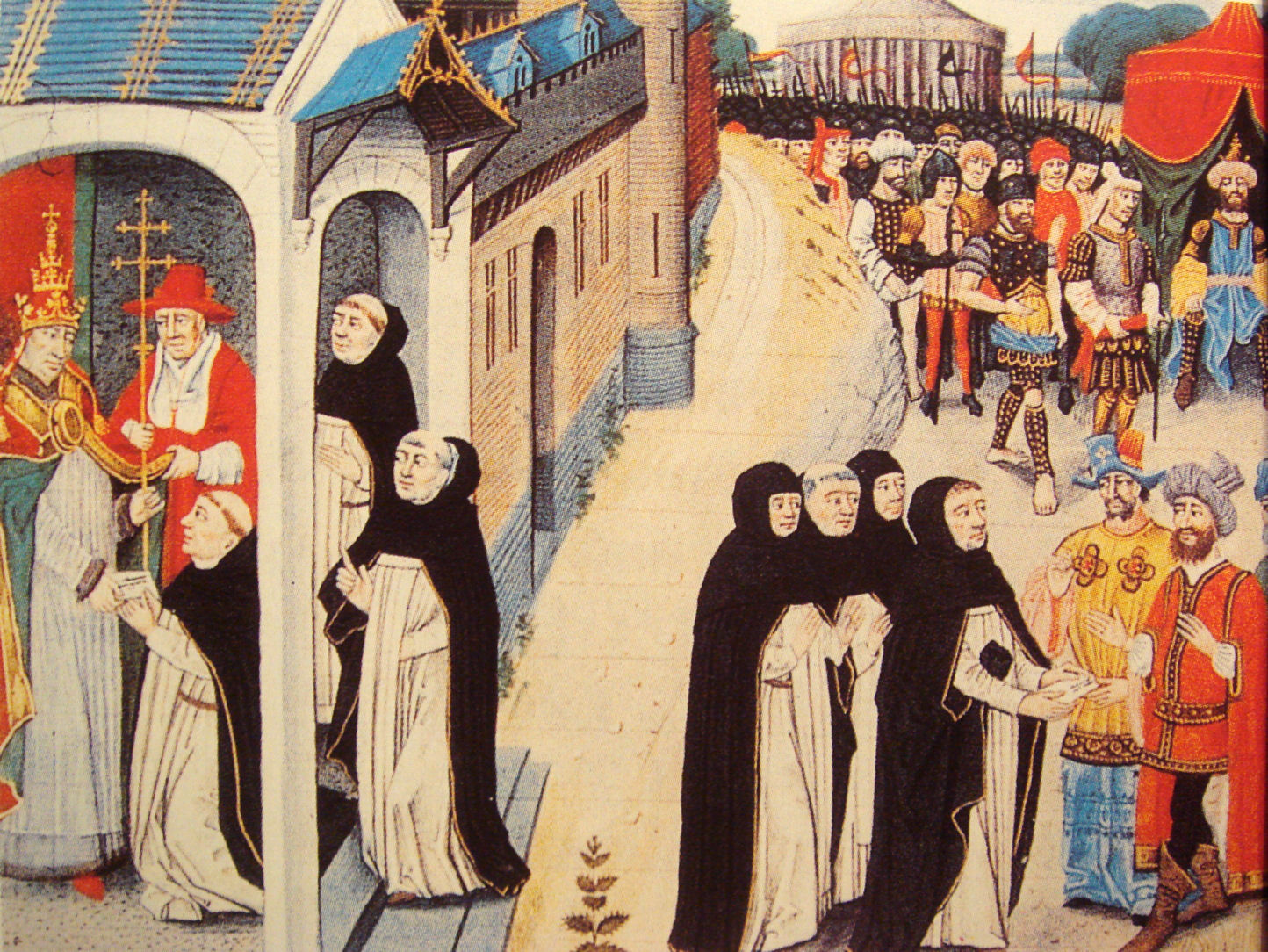
البابا يرسل مبعوثيه إلى الخاقان

أمل المسيحيون الغربيون والأرمن القيليقيون دوماً في إقامة تحالف كبير مع المغول ضد العالم الإسلامي. سلم الأرمن القيليقيون أنفسهم للسلطة المغولية في 1247، وزار ملكهم حطوم الأول [الإنجليزية] عاصمة المغول في 1254. كما أرسل البابا إنوسنت الرابع، الذي دعم الحملة الصليبية السابعة ضد مصر دعماً كاملاً، مبعوثه الفرنسيسكاني جيوفاني دا بيان ديل كاربيني إلى خاقان المغول في قراقورم في 1246، سعياً للتحالف ضد المسلمين. ومع ذلك، تلقى إجابة مخيبة للآمال من جيوك خان الذي أخبره إنه وملوك أوروبا يجب أن يخضعوا للمغول. كذلك أرسل الملك لويس التاسع، بعد هزيمته في مصر، مبعوثاً آخر من عكا في 1253 هو الراهب الفرنسيسكاني ويليام فان روبروك الذي رافقه في وقت سابق في حملته على مصر، لكن نتيجة هذه الرحلة أيضاً لم يتبعها عمل جدي.

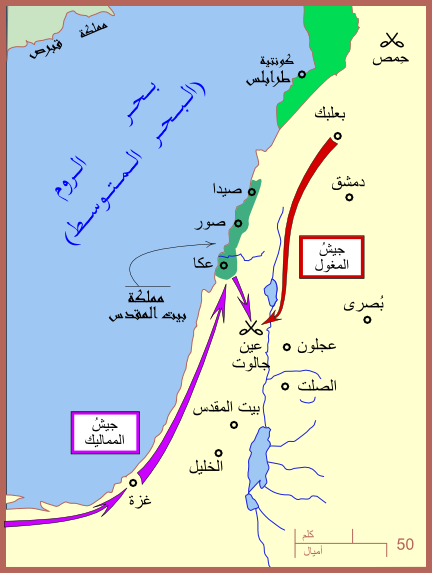
وصول الهجوم المغولي إلى حدود مصر، 1260

قاد هولاكو جيش مغولي قوامه 50000 جندي تقريباً في 1258، ونهب بغداد وقضى على الخلافة العباسية، ثم تقدم إلى سوريا واستولى على دمشق. وأصبح الطريق إلى مصر مفتوحاً. أرسل المغول رسالة تهديد إلى مصر يطلبون منها الخضوع للمغول. ومع ذلك، انسحب هولاكو مع الجزء الأكبر من قواته غرب بغداد، ولم يتبق سوى حامية قوامها 10000 (تومين واحد) مع ملازمه كتبغا. قضى جيش مصري بقيادة السلطان المملوكي قطز والقائد بيبرس البندقدري - نفس أبطال المنصورة - على هذه القوة المغولية في عين جالوت في 1260. كان قائد الجيش المغولي الذي قُتل في المعركة هو كتبغا، وهو مسيحي نسطوري رافقه الملك المسيحي لأرمينيا القيليقية وأمير أنطاكية المسيحي. أما فرنجة عكا الذين وقفوا على الحياد، والذين حذرهم قطز من ارتكاب أي عمل من أعمال الغدر، فقد سمحوا للجيش المصري بالمرور. استولى الجيش المنتصر على دمشق وأصبحت سوريا جزءاً من سلطنة المماليك.

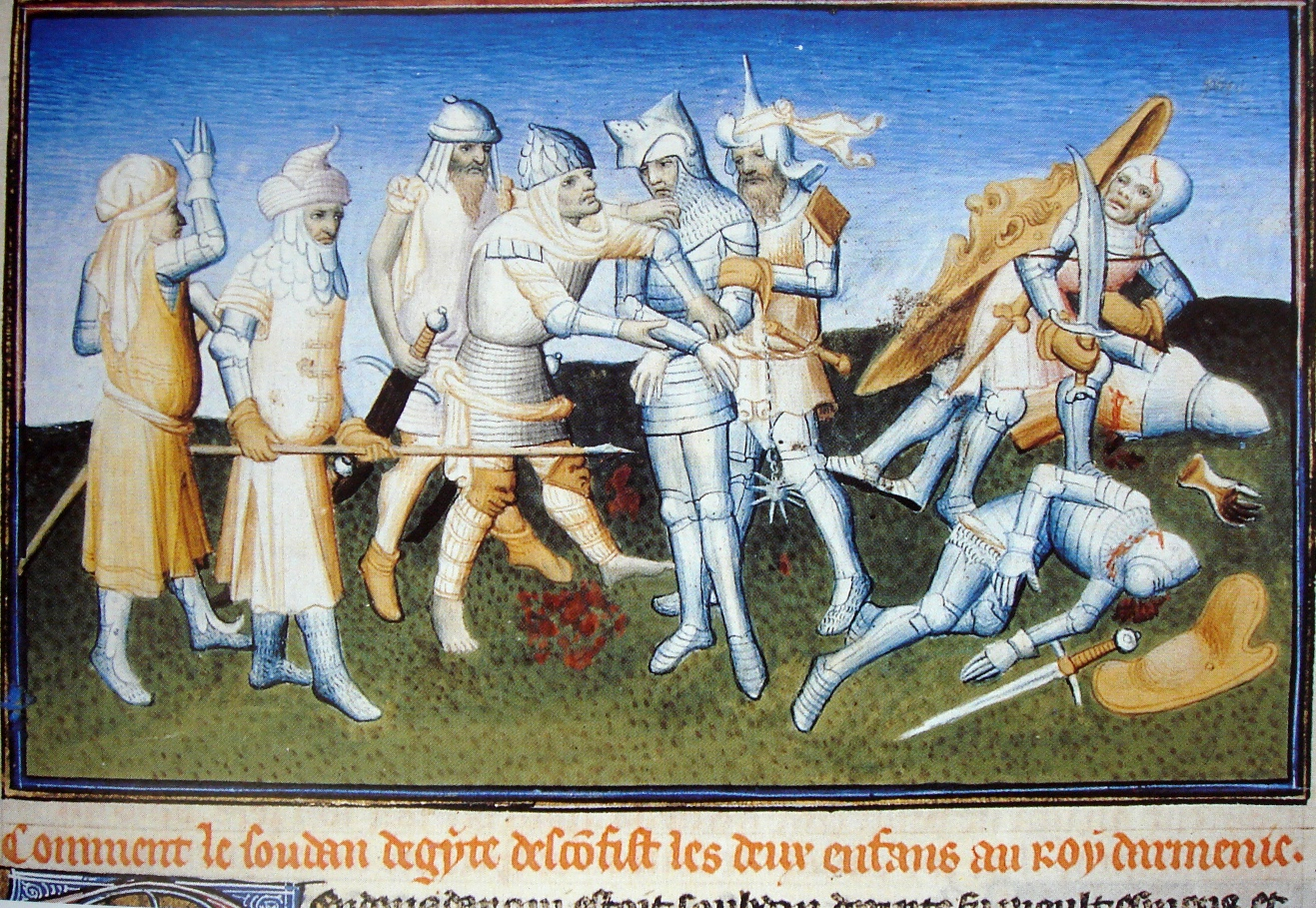
بيبرس يعاقب الأرمن القيليقيين، 1260

توجب على الأرمن القيليقيين وإمارة أنطاكية دفع ثمن باهظ لتحالفهم مع المغول لاحقاً، إبان عهد السلطان الظاهر بيبرس البندقدري. صد المماليك ثلاث غزوات مغولية أخرى لسوريا بعد معركة عين جالوت. بفضل جهود السلطنة المملوكية في مصر بقيادة بيبرس، نجا الإسلام من الغزوات الصليبية والمغولية المشتركة على الرغم من أنه لم يكن في خطر كبير في أي تاريخ منذ قيامه.
عانت إمبراطورية المغول من انقسام خطير في 1257، عندما اعتنق مغول القبيلة الذهبية، في النصف الغربي من السهل الأوراسي، الإسلام وتحالفوا مع المماليك (انظر حرب بركة-هولاكو)، تبعهم في السنوات اللاحقة المغول الآخرون. قام لويس التاسع بمحاولته الأخيرة ونظم حملة صليبية جديدة (الحملة الصليبية الثامنة) ضد تونس في 1270، على أمل أن يتمكن من مهاجمة مصر مرة أخرى من هناك، لكنه توفي في تونس. انخفضت سيطرة الفرنجة على الساحل السوري بشكل كبير في عهد السلطان بيبرس. حتى احتل السلطان المملوكي الأشرف خليل عكا وآخر معاقلهم بين عامي 1291 و1292.